# جوليس بونيت
جوليس بونيت (بالألمانية: Jules Bonnet) (و. 1820 – 1892 م) هو، من فرنسا، ولد في نيم، كان عضوًا في أكاديمية العلوم الأخلاقية والسياسية الفرنسية، توفي في نيم، عن عمر يناهز 72 عاماً.